# Mesoglea

La mesoglea o mesoilo è una sostanza traslucida, non vivente, gelatinosa (un colloide), che si trova tra i due strati di cellule epiteliali (cioè tra l'ectoderma e l'endoderma) nei corpi di cnidari e spugne. Mesoglea si riferisce più correttamente al tessuto trovato nelle meduse e funziona come uno scheletro idrostatico. Il mesoilo generalmente si riferisce al tessuto trovato nelle spugne.
La mesoglea è principalmente costituita da acqua. A parte l'acqua, la mesoglea è composta da diverse sostanze incluse proteine fibrose come il collagene e i proteoglicani di eparansolfato. La mesoglea è per lo più acellulare, ma sia negli cnidari, che negli ctenofori, la mesoglea contiene fasci muscolari e fibre nervose. Altre cellule nervose e muscolari si trovano appena sotto gli strati epiteliali. La mesoglea contiene anche amebociti vaganti che fagocitano detriti e batteri. Queste cellule combattono anche le infezioni producendo sostanze chimiche antibatteriche.
La mesoglea può essere più sottile di uno degli strati cellulari in piccoli celenterati come l'idra o può costituire la maggior parte del corpo in meduse più grandi. La mesoglea funge da scheletro interno, che sostiene il corpo. Le sue proprietà elastiche aiutano a ripristinare la forma dopo essere stata deformata dalla contrazione dei muscoli. Tuttavia, senza la spinta idrostatica dell'acqua a sostenerla, la mesoglea non è abbastanza rigida per sopportare il peso del corpo e i celenterati tendono generalmente ad appiattirsi, o addirittura a collassare quando vengono portati fuori dall'acqua.
Al fine di differenziare l'uso della parola mesenchima nell'embriologia dei vertebrati (cioè, tessuto indifferenziato trovato nel mesoderma vero [endo-]embrionale da cui sono derivati tutti i tessuti connettivi, i vasi sanguigni, le cellule del sangue, il sistema linfatico e il cuore) e l'uso nella zoologia degli invertebrati (un tessuto più o meno solido ma poco strutturato costituito da una matrice di gel -la mesoglea, in senso stretto- con varie inclusioni cellulari e fibrose, situate tra l'epidermide e il gastroderma), alcuni autori preferiscono usare il termine mesoglea (in senso ampio) al posto del mesenchima quando si riferisce agli strati intermedi di spugne e diploblasti, riservando il termine mesenchima per il senso embriologico. Tuttavia, Brusca e Brusca (2003) scoraggiano questo uso, usando mesoglea nel suo senso stretto, e preferiscono mantenere entrambi i sensi embriologico e zoologico per il termine mesenchima.